# Med lasso og seksløber (film fra 1919)
Med lasso og seksløber er en amerikansk stumfilm fra 1919 af Lynn Reynolds.

## Medvirkende
- Tom Mix som Ned Ferguson
- Jane Novak som Mary Radford
- Val Paul som Ben Radford
- Charles Le Moyne som Dave Leviatt
- Jack Curtis som John Stafford